# 旭 (米)
旭（あさひ）は日本の米の品種。明治期に発見された品種であり、亀の尾、神力、愛国などの米とともに昭和初期まで広く栽培された。また、現在に至るまでの良食味品種のルーツの一つにもなっている。

## 発見
1908年（明治41年）に京都府乙訓郡向日町の山本新次郎が自らが栽培していた"日の出"という品種の稲の中に倒伏せず大粒の籾をつけた2穂の変異株を見つけた。これを育てるという意味で「朝日」と名づけた。当時は国による品種改良などの黎明期であり、山本はこの稲を試験してもらうために府立農事試験場に送り試験が行われ、1911年（明治44年）に優良と認められたが、当時既に丹後地方で朝日の名の品種が栽培されていたことから"旭"という名前でよばれることとなった。また、地名から京都旭とも呼ばれ、一部地域では朝日と呼ばれるようになった。
京都府ではこの後さらに選抜が行われ1915年（大正4年）に"旭1号"を原種登録した。1920年（大正9年）旭1号を奨励品種としている。山本はその後も各地の試験場に種籾を送り、各地に普及していった。
なお、向日市物集女の街道沿いには明治時代の終わりに建立された山本新次郎の業績を顕彰した「旭米顕彰碑」がある。

## 普及
大粒で美味であることや、体積が等しくても重いといった特徴から歓迎され、西日本では当時主力生産米であった"神力"に代わって普及していき、昭和10年代には西日本で最も多い作付面積となり最大時は50万ヘクタールにも及んだ。西日本で広く栽培されたことから、東日本の"亀の尾"とともに「東の亀の尾、西の旭」といわれるようになった。
戦後、機械による収穫が始まると籾の落ちやすく機械作業に向かないことや、新品種が開発されたことなどから作付は少なくなり世代交代していった。

## 品種改良
拡大とともに様々な種類の選抜や交配が行われた。当初は晩生種であったが、早生、中生のものも作出された。また各地で選抜や交配によって愛知旭、滋賀旭、大阪旭など各地で旭の名を持つ品種の米が作られていった。兵庫や岡山では導入時すでに旭の名前の米があったために、"朝日"の名で呼ばれるようになり、現在まで栽培が続けられており、岡山県で生産される"朝日"は岡山県に導入された後、1930年（昭和5年）に選抜された朝日47号であることが多い。
現在も多く活躍するイネの祖先の一つともなっている。兵庫県立農事試験場で"銀坊主"と"朝日"を親に"農林8号"が、宮城県立農事試験場では"旭"と"亀の尾"から東北24号が生産され、農林8号と東北24号からササシグレが生まれている。また、農林8号の子に農林22号があり、その子としてコシヒカリとハツニシキがあり、ササシグレとハツニシキからササニシキが生まれている。
なお、栽培しやすい品種の普及とともに「旭」は幻のお米となったが、旭米を使用した日本酒が開発されるなど形を変えてよみがえっている。伏見区の増田徳兵衛商店では旭4号を使用した清酒「月の桂」が製造されている。